# Kurgan (Highlander)
Pour les articles homonymes, voir Kurgan.
 (juillet 2013).
Si vous disposez d'ouvrages ou d'articles de référence ou si vous connaissez des sites web de qualité traitant du thème abordé ici, merci de compléter l'article en donnant les références utiles à sa vérifiabilité et en les liant à la section « Notes et références ».
Le Kurgan est un personnage fictif du film Highlander, incarné par l’acteur Clancy Brown. C’est l’ennemi juré de Connor MacLeod depuis de nombreuses années. Il incarne la plus grande menace pour la confrontation finale, The Gathering, qui détermina le gagnant du « Prix ».
La vie du Kurgan reste un peu mystérieuse, mais c’est à travers des témoignages, des spin-off ainsi que des livres tels que Highlander Origins : Kurgan, qu’on en apprend le plus sur lui.

## Biographie de fiction

### De -1000av. J.-C.? auXVesiècle
Le Kurgan est né dans un territoire qui est aujourd’hui connu sous le nom de Russie, sur les côtes de la mer Caspienne.
Il est issu de la tribu des Kurganes selon Juan Sanchez Villa-Lobos Ramirez.
Cette tribu est tristement célèbre pour avoir comme coutume de jeter des enfants dans une fosse remplie de chiens affamés avec lesquelles ils devaient se battre pour manger.
Le roman du film écrit par Garry Kilworth en 1986 expose davantage de faits sur la vie antérieure du Kurgan et son immortalité.
Le Kurgan meurt pour la première fois à l’âge de cinq ans en 1000 av. J.-C., lorsque son père adoptif, ne souhaitant plus le nourrir, lui fracasse le crâne avec une pierre, le laissant pour mort, à la merci des ours et des loups.
Victime d’une mort violente, le Kurgan revient à la vie et s’arrange pour étouffer son père qui dormait la bouche ouverte à cause d'un problème nasal, avec une pierre très chaude, qui le brûle et le tue, faute d'avoir réussi à l’extraire de sa gorge.
Le jeune Kurgan dit à sa mère que son père était mort à la suite de l’attaque d'un ours. C’est à l’âge de 12 ans qu’il se joint à un groupe de bandits qui dévalisent les caravanes sur les routes qui mènent de la mer Méditerranée à l’Inde.
Le Kurgan mit du temps à discerner son immortalité. Il remarque que la vieillesse ne faisait plus effet sur lui et que l’état de son corps restait stable et que les lames, les flèches et les coups divers ne peuvent pas le tuer.
Mais c’est seulement après la rencontre d’un immortel d’origine arabe nommé le « Bédouin » que le Kurgan prend le statut qui lui vaut sa renommée.
Le « Bédouin » apprend énormément de choses au Kurgan qui devient un guerrier redoutable[réf. nécessaire]. Alors que les deux immortels semblent être liés par une amitié solide, le Kurgan tue son mentor lorsque celui-ci dormait, démontrant son mépris et son manque de morale.
Durant les siècles qui s’écoulent, le Kurgan reste prolifique, prenant un nombre incalculable de têtes d'immortels.
Aux environs de 410 apr. J.-C., le Kurgan se joint aux Vandales, aux Goths et aux Wisigoths pour attaquer Rome et ses installations. Le Kurgan a toujours choisi de s’allier aux Barbares car il ne supporte pas le côté stratégique de la guerre, dont faisaient preuve les grandes armées de cette époque. Pour lui, faire la guerre se résume à foncer dans la ligne ennemie, ne laissant que poussière et sang après l’attaque, dans le plus grand tumulte et de façon désorganisée, ce que faisaient les Barbares.
Il s’attaque aussi aux Huns qui deviennent ses alliés, lorsqu’il s’engage dans différentes batailles au côté d'Attila aux alentours de 453 apr. J.-C..
Du Ve au XVe siècle le Kurgan propage la terreur à travers l’Eurasie avec les Tartares de Gobi, l’ancienne Turquie et les hordes de Gengis Khan n’épargnant aucune âme de sa cruauté.

### DuXVIeauXXesiècle
En 1536, le Kurgan s’engage de lui-même dans le clan Fraser dans le but d’attaquer le clan MacLeod et de se rapprocher de Connor MacLeod.
Lors de l’affrontement entre Connor MacLeod et le Kurgan, Connor est victime de la fourberie du Kurgan lorsque celui-ci lui fonce dessus avec sa Broadsword (épée large écossaise qui date du Moyen Âge), ne lui laissant aucune occasion de dégainer son épée.
Connor est terrassé et condamné à une mort certaine mais le futur Highlander échappe à la décapitation lorsque ses cousins Angus et Dougal, suivis des autres membres du clan, réussissent à faire battre en retraite le Kurgan. Dans le feu de l’action et enivré par la rage, Kurgan promet que ce n’est pas fini en criant « Une autre fois, Highlander ! ».
Cinq ans plus tard, un autre immortel du nom de Juan Sanchez Villa-Lobos Ramirez, cherche en Connor MacLeod, devenu immortel, le seul espoir de vaincre le Kurgan, en le formant pour qu’il puisse réaliser cette tâche.
Cependant le Kurgan découvre cela et les traque tous les deux jusqu’à la maison de Connor dans le but d’avorter cette menace et de se venger.
En l'absence de Connor, seuls son épouse, Heather MacLeod et Ramirez sont présents. Le Kurgan combat Ramirez qui réussit à lui taillader la gorge sans pour autant le décapiter car le coup n’est pas assez puissant, avant d’être à son tour victime de la fureur du Kurgan qui l’empale avec sa Broadsword et le décapite, tout cela sous les yeux terrifiés d’Heather.
Après avoir pris l’essence de Ramirez par le biais du Quickening, le Kurgan viole Heather. MacLeod retourne peu après sur la scène du drame mais le Kurgan avait déjà quitté les lieux.

## Le Gathering
Quatre siècles plus tard, le Kurgan et Connor Macleod se retrouvent à New York en 1985, où a lieu le Gathering pour déterminer le dernier immortel et le gagnant du « Prix ».
Profitant de son pouvoir et de son aura, le Kurgan dirigeait un gang de skinheads qui semait la terreur dans les rues de New York. Cela lui permettait de masquer sa véritable identité qu’il cacha en adoptant l’alias « Victor Kruger ».
Le lieu de rencontre finale avait attiré quatre autres immortels qui avaient eu assez de talent pour sauver leur têtes et prétendre au « Prix ».
Parmi eux se trouvaient, Sunda Kastagir, un immortel africain, Iman Fasil ancien Templier converti à l’islam, Osta Vasilek, un immortel polonais, et Yung Dol Kim un immortel Coréen.
Une bonne partie d’entre eux échouèrent sur la marche ultime aux mains du Kurgan qui tua à lui seul Osta Vasilek tué dans le New Jersey, Yung Dol Kim, et l’ami de Connor, Sunda Kastagir.
Quant à Connor il se chargea de tuer Iman Fasil dès le début du film, ce qui laissa les deux ennemis éternels face à face pour le combat final.
Comme on pouvait s’y attendre le Kurgan semait la pagaille à New York en méprisant les citoyens et toutes les règles de bienséance. Assez agressif, il ne lésinait pas sur les moyens pour éliminer ses ennemis immortels.
Ce comportement lui valut le surnom de « Chasseur de têtes » en première page des journaux.
La scène qu’il joua dans l’église en adoptant une attitude amorale choqua l’audience et resta mémorable.
La confrontation devint de plus en plus inévitable, surtout après que celui-ci enleva Brenda Wyatt, la copine de Connor en lui faisant vivre un cauchemar à bord de la voiture qu’il avait volée.
Le Kurgan roula à toute allure en sens inverse évitant de peu plusieurs collisions, ce qui horrifia Brenda.
À la suite d'un petit accrochage avec une autre voiture, le Kurgan commence à rouler sur les trottoirs remplis de piétons. À la suite de cela il revient sur la route, cause pas moins de quatre accidents, et renverse même un motard avant de se diriger vers le Silvercup Studios, où la confrontation finale a lieu, Brenda s’étant évanouie entre-temps.
Connor n’avait pas le choix que d’aller la sauver à la suite du message de menace envoyé par le Kurgan.
Kruger enchaîna Brenda sur le toit de l’immeuble, rendant sa situation assez périlleuse et le combat de Connor encore plus délicat, tiraillé entre son objectif principal et le besoin de protéger sa bien-aimée.
Après un début de combat étriqué et non sans dégâts, les deux protagonistes tombent du toit et se retrouvent dans un hangar, à partir de là le Kurgan semble prendre le dessus et est à deux doigts de vaincre Connor, qui est sauvé de justesse par sa copine qui donne un coup de tuyau métallique sur le dos du Kurgan le faisant retourner.
Connor en profite pour retrouver sa composition et sauve à son tour sa copine en bloquant un coup d'épée qui était censé la tuer.
Au fil du combat, Macleod réussit à prend le dessus et toucha plusieurs fois le Kurgan au ventre, qui montra des signes d’affaiblissement et sembla être poussé dans ses retranchements.
La suite logique des choses fut que le Kurgan finit par perdre le combat et sa tête sur un coup d’épée imparable.
Connor s’empara de son essence lors du Quickening qui s’ensuivit : il gagna le « Prix ». D’après le film le pouvoir qu’il en résulta est qu’il put enfanter et vieillir, ainsi qu’acquérir la faculté de savoir ce que chacun pense, incluant  les présidents et les savants… et les aider à se « coordonner ».

## Highlander: Way of the Sword
Highlander: Way of the Sword, est un comics publié par Dynamite Entertainment, réalisé en quatre parties, de novembre 2007 à mars 2008. Le comics apporte d’innombrables informations qui mettent à la lumière du jour certaines péripéties du Kurgan, ainsi que ses rencontres avec son ennemi de longue date Connor MacLeod.
En 476 av. J.-C., près de cinq siècles et demi après avoir acquis son immortalité, le Kurgan s’engagea aux côtés des Perses en tant que membre d’une unité spéciale de combat, afin de mener la bataille de Platées dans l’ancienne Grèce.
Durant la bataille, il eut à faire face à un Spartiate qui possédait un Katana fabriqué par le maître forgeron Masamune.
L’épée du Kurgan fut pulvérisée par la puissance du Katana. Le Kurgan, n’ayant d'autre choix que d’abdiquer, prit la fuite en chutant d’une falaise et fut emporté loin de la bataille. De cette expérience, il prit conscience que la valeur de l’acier était primordiale et qu’une épée de bonne fabrication l’était autant. Le Spartiate qu’il avait combattu s’avéra être un immortel du nom de Tak Ne, plus connu sous le nom de Juan Sanchez Villa-Lobos Ramirez. Les deux se rencontreront à Babylone et dans l’ancienne Chine avant leur confrontation finale dans les Highlands.
En 1804, le Kurgan joignit la force navale de Napoléon Bonaparte, qui attaqua le bateau du HMS Victory de l’amiral Nelson, où se trouvait Connor MacLeod, en tant que soldat. Lors de la bataille Connor blessa sérieusement le Kurgan, mais avant qu’il ne pût le décapiter, un grand mât chuta et les deux furent séparés. De plus le Katana de Connor resta coincé dans le corps du Kurgan.
Le bateau coula, emportant avec lui le Kurgan dans les profondeurs de l’océan, où il revint à lui-même et proclama le Katana de Connor comme étant le sien.
Après ces événements, le Kurgan retourna dans sa terre natale, dans le territoire russe pour prendre pars au côté des Cosaques à des pillages aux environs de la fin du XIXe siècle.
En 1918, à Galluzzo en Italie, durant la Première Guerre mondiale, le Kurgan engagea deux femmes gypsy, Natasha et Stasya dans le but de leurrer Francesco, un moine immortel et de lui faire quitter le sol sacré. En échange le Kurgan leur promit des « faveurs sexuelles ». Francesco ne put déjouer le piège et se retrouva face au Kurgan qui le mit au défi, et qui s’empara de sa tête assez vite. Après les faits il eut ce qu’il voulait avec les deux femmes, pensant avoir géré au mieux son projet. Mais pendant qu’il dormait, Stasya vola le Katana du Highlander en échange des services qu’elle lui avait rendu, mais lui laissa sa Claymore.
Durant la Guerre froide dans les années 1960, le Kurgan créa un partenariat contre nature avec le gouvernement soviétique dans le but de créer une armée de super soldats génétiquement modifiés, prétendument voués à l’URSS.
Mais en réalité le projet du Kurgan était tout autre, il voulait créer sa propre armée qui lui aurait servi de soutien lors de l’ascension au titre, le « Prix ». Les soldats en question possédaient un métabolisme et un vieillissement du tissu remarquablement lent, ainsi qu’une dextérité au combat et au maniement de l’épée presque inégalable.
C’est en 1964 que le fruit de son projet prit forme lorsque ce dernier accompagné de son armée, fit face à Connor MacLeod et à d’autres immortels.
Comme toujours lors de ses confrontations avec Connor, il est encore gravement blessé durant la bataille, mais pas vaincu, ce qui permit à Connor et à ses compagnons de s’échapper, évitant des dégâts superflus aux mains des super soldats.
Ces soldats dévoués au Kurgan, continueront de l’accompagner pendant des décennies, le suivant même dans sa mort à New York en 1985, cherchant à détruire son ennemi. Malgré la mort du Kurgan, son influence destructrice continua à se propager dans le monde…notamment quand Connor hérita de son « Dark Quickening », et qu’il en résulta des meurtres de plusieurs immortels pourtant innocents au début de l’année 1987.
C’est grâce au dévouement de son cousin Duncan MacLeod qu’il réussit à se détacher de l’influence du Kurgan et à retrouver son âme d’antan.

## Les Quickening connus du Kurgan
- Le Bédouin, (Roman du film)

Le Kurgan le tua lors de son sommeil, estimant qu’il n’avait plus rien à apprendre de lui.
- Ivan Trotski, 1472 (Les Guetteurs)

Les circonstances de sa mort restent inconnues, mais on estime qu’il s'est fait tuer à Moscou d’après les Guetteurs
- Le Mongol, 1535 (Roman du film)

Le Mongol est le troisième immortel à avoir été tué par le Kurgan. Les deux protagonistes s’étaient livrés une bataille à cheval que le Mongol perdit, ce dernier fut décapité lui et son cheval avec une épée très puissante.
- Juan Sanchez Villa-Lobos Ramirez, 1541 (Highlander le film)

Il fut tué lorsque le Kurgan vint se venger de Connor Macleod, qui était absent de la maison.
- Flavio Parrochi, 1664 (Roman du film / Les Guetteurs)

On ne connait que la date de sa mort, mais rien concernant le lieu et les circonstances.
- Francesco, 1918 (Highlander: Way of the Sword)

Moine leurré par la fourberie du Kurgan, qui réussit à lui faire quitter le sol sacré et le tuer en toute impunité.
- Osta Vasilek, 1985 (Highlander le film)

Il fut décapité au New Jersey, néanmoins les circonstances de sa mort restent floues. Dans le film, on peut apercevoir sa photo lorsque Connor est questionné à propos de la mort de Fasil.
- Yung Dol Kim, 1985 (Highlander le film)

Yung Dol Kim était un agent de sécurité officiant dans des immeubles de bureau à l’époque du Gathering. Lassé de son immortalité et des responsabilités que cela engageait, il supplia le Kurgan de le laisser sain et sauf après avoir livré un piètre combat. Mais ce dernier n’hésita pas à lui prendre sa tête.
- Sunda Kastagir, 1985 (Highlander le film)

Tué dans une ruelle, après qu’il rencontra fortuitement le Kurgan à l’issue d’une soirée. C’est grâce à un témoin que Connor apprit sa mort.

## Personnalité
Le Kurgan est un personnage réputé pour sa cruauté. C'est un individu immoral et assoiffé de sang. Il aime le conflit et fait preuve de barbarie dans ses actes comme ce fut la cas lorsqu'après avoir tué Ramirez, il viola Heather MacLeod, la femme de son ennemi juré, Connor MacLeod. Il est également vicieux et prend du plaisir à se nourrir de la peur des gens. Son style de combat quant à lui traduit assez bien la personnalité du Kurgan, c'est un style très agressif porté sur des coups violents. Kurgan est aussi un personnage très impulsif, colérique et impatient. C'est une personne qui n'aime pas perdre son temps[réf. nécessaire].

## Les figurines

### Sideshow Collectibles
En 2006, Sideshow Collectibles, fabricant de figurines spécialisé dans les films, sort cinq modèles issues de l’univers de Highlander.
Le Kurgan, Connor MacLeod et Duncan MacLeod y font figure de modèle.
La figurine du Kurgan était une édition limitée tirée à 500 copies.
Une version exclusive est réalisée un peu plus tard, incluant la tête de Sunda Kastagir, limitée aussi à 500 copies.
Haute de 30,5 cm, la figurine du Kurgan le représente avec le crâne pratiquement rasé excepté les cheveux sur le côté qui se terminent par un tatouage.
Sa gorge est sévèrement tailladée, recousue à l’aide d’agrafes, nous rappelant sa rencontre avec Juan Sanchez Villa-Lobos Ramirez.
Le Kurgan possède aussi son épée en guise d’accessoire, et est habillé par une tenue tout en cuir, incluant le gilet, le pantalon et les gants (la tenue qu’il arbore lors du film). Il est aussi protégé par des bouts de cottes de maille au niveau de l’épaule et du gant droit.
Enfin un socle est fourni pour tenir la figurine.

### Neca
En 2008 une autre figurine est réalisée par NECA, un autre fabricant de figurines spécialisé dans les films, jeux vidéo, sports… basé à New Jersey.
Cette fois ci le Kurgan n’est pas seul, Connor MacLeod l’accompagne dans une mise en scène rappelant leur combat de 1536 dans les Highlands.
La figurine mesure 20 cm et est très bien réalisée avec beaucoup de détails, de plus elle est séparable et articulée, ce qui permet de placer les personnages comme on le souhaite.
Les deux protagonistes sont dans leurs tenues traditionnelles.
C’est une version standard, encore facilement trouvable sur le marché.